# Heinrich Hemmer
Johannes Heinrich Hemmer (* 14. April 1886 in Devant-les-Ponts, Landkreis Metz, Elsaß-Lothringen; † 29. Mai 1942 in Berlin) war ein Beamter des Deutschen Reichs. Hemmer wurde vor allem bekannt als Staatssekretär in der Reichskanzlei.

## Leben und Wirken
Nach dem Schulbesuch studierte Hemmer an der Universität Straßburg. 1909 legte er dort das Doktor- und Staatsexamen für den höheren Lehrdienst ab. Mit einer Arbeit über Ludwig Tieck promovierte er zum Dr. phil. Im folgenden Jahr, 1910, wurde Hemmer in den elsaß-lothringischen Schuldienst aufgenommen.
Von 1914 bis 1916 nahm Hemmer am Ersten Weltkrieg teil. Danach trat Hemmer in das Auswärtige Amt ein, in dem er der politischen Abteilung zugeteilt wurde. Als Angehöriger der Zentrumspartei war er durch das Auswärtige Amt in den Jahren 1916 bis 1918 dem Reichstagsabgeordneten Matthias Erzberger als Mitarbeiter zugeteilt. 1918 wechselte Hemmer als Generalreferent zur Waffenstillstandskommission.
1919 wurde Hemmer zum persönlichen Referenten des inzwischen zum Reichsminister avancierten Erzberger ernannt und infolgedessen zum Geheimen Regierungsrat und zum vortragenden Rat im Reichsfinanzministerium befördert. 1920 folgte die Beförderung Hemmers zum Ministerialrat im Finanzministerium.
Am 3. August 1921 wurde Hemmer im Kabinett Wirth zum Staatssekretär der Reichskanzlei ernannt. In diesem Amt, in dem er Heinrich Albert nachfolgte, oblag ihm bis zur Demission der Regierung Wirth im November 1922 die Leitung der Reichskanzlei als der obersten Reichsbehörde im verwaltungsmäßigen Sinne. Als Staatssekretär galt Hemmer als enger Berater und persönlicher Vertrauter Joseph Wirths. 
Anlässlich der Bildung der Regierung Cuno wurde Hemmer zum 14. November 1922 in den einstweiligen Ruhestand versetzt. Mehr als ein Jahrzehnt später, 1933, erfolgte die Versetzung in den dauerhaften Ruhestand.
In den späten 1920ern war Hemmer Aufsichtsratsmitglied der Mologa AG.

## Schriften
- Die Anfänge L. Tiecks. Mit besonderer Berücksichtigung des Dämonisch-Schauerlichen. Mayer und Müller, Berlin 1909. (Dissertation)
- mit Joseph Wirth: Reden während der Kanzlerschaft. Mit einer Einleitung von Heinrich Hemmer. Germania, Berlin 1925.